# Centre marin de Pen-Bron
Le centre marin de Pen-Bron est un ancien établissement sanitaire situé dans la commune de La Turballe, dans le département français de la Loire-Atlantique. Appartenant au service public hospitalier, il était spécialisé en réadaptation fonctionnelle, dans le cadre du traitement d'affections du système nerveux et de l'appareil locomoteur. Il est aujourd'hui majoritairement désaffecté et l'association gestionnaire cherche à redonner un usage médical ou d’accueil handicapé au bâtiment.

## Nom
Pen-bron vient du breton pen et bron, signifiant littéralement le « bout de la hauteur arrondie ».

## Présentation
Le centre marin est établi à l'extrémité sud de la presqu'île de Pen-Bron. Il fait face à la commune du Croisic, de l'autre côté du traict du Croisic. La chaussée menant à l'extrémité de la pointe est aménagée entre 1707 et 1723. Le petit cimetière qui la longe abrite aussi bien les tombes des jeunes enfants emportés par la tuberculose et la poliomyélite dans les années 1930 à 1950 que des sépultures de religieuses.

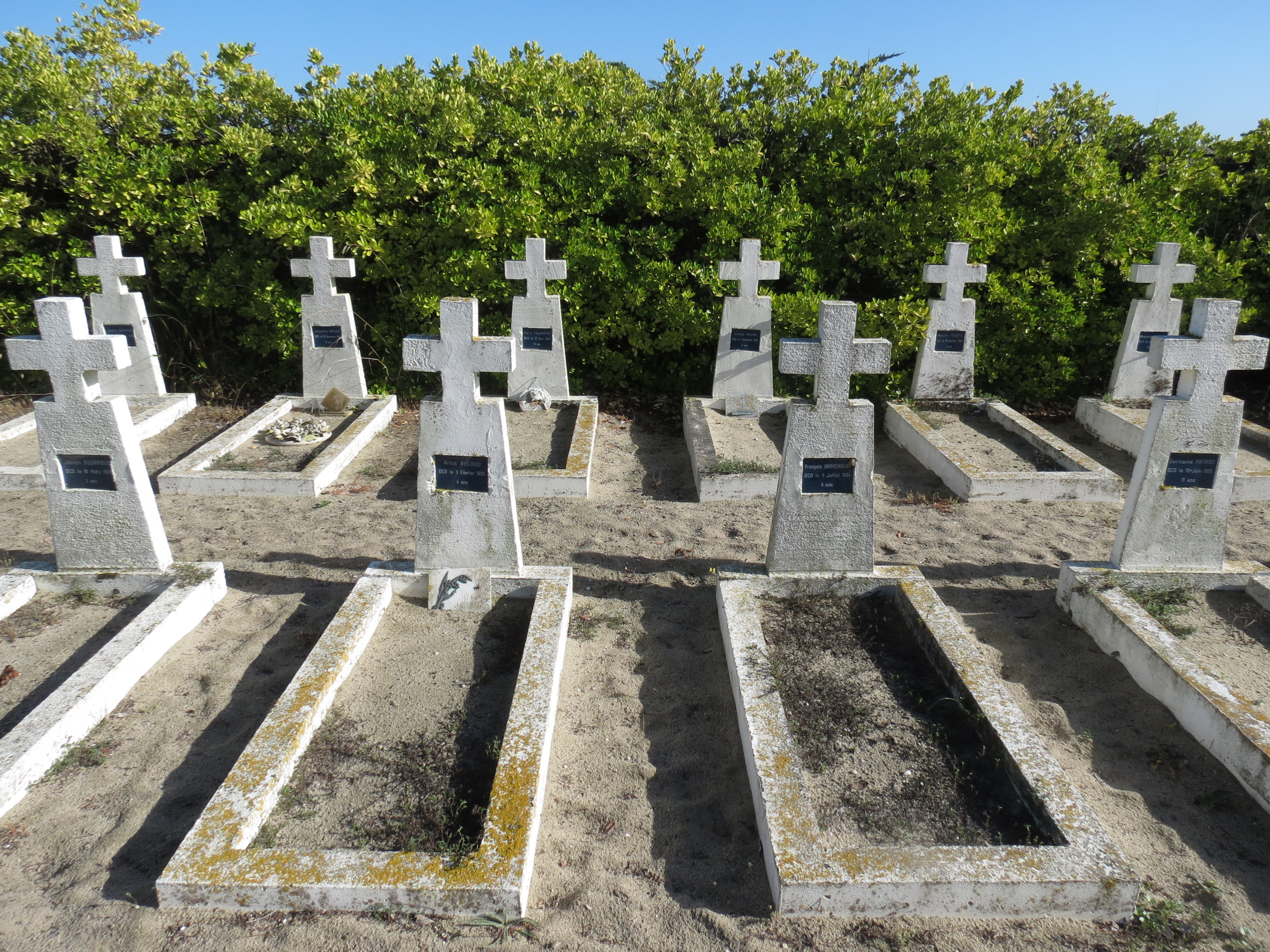
Tombe d'enfants de l'ancien hôpital.
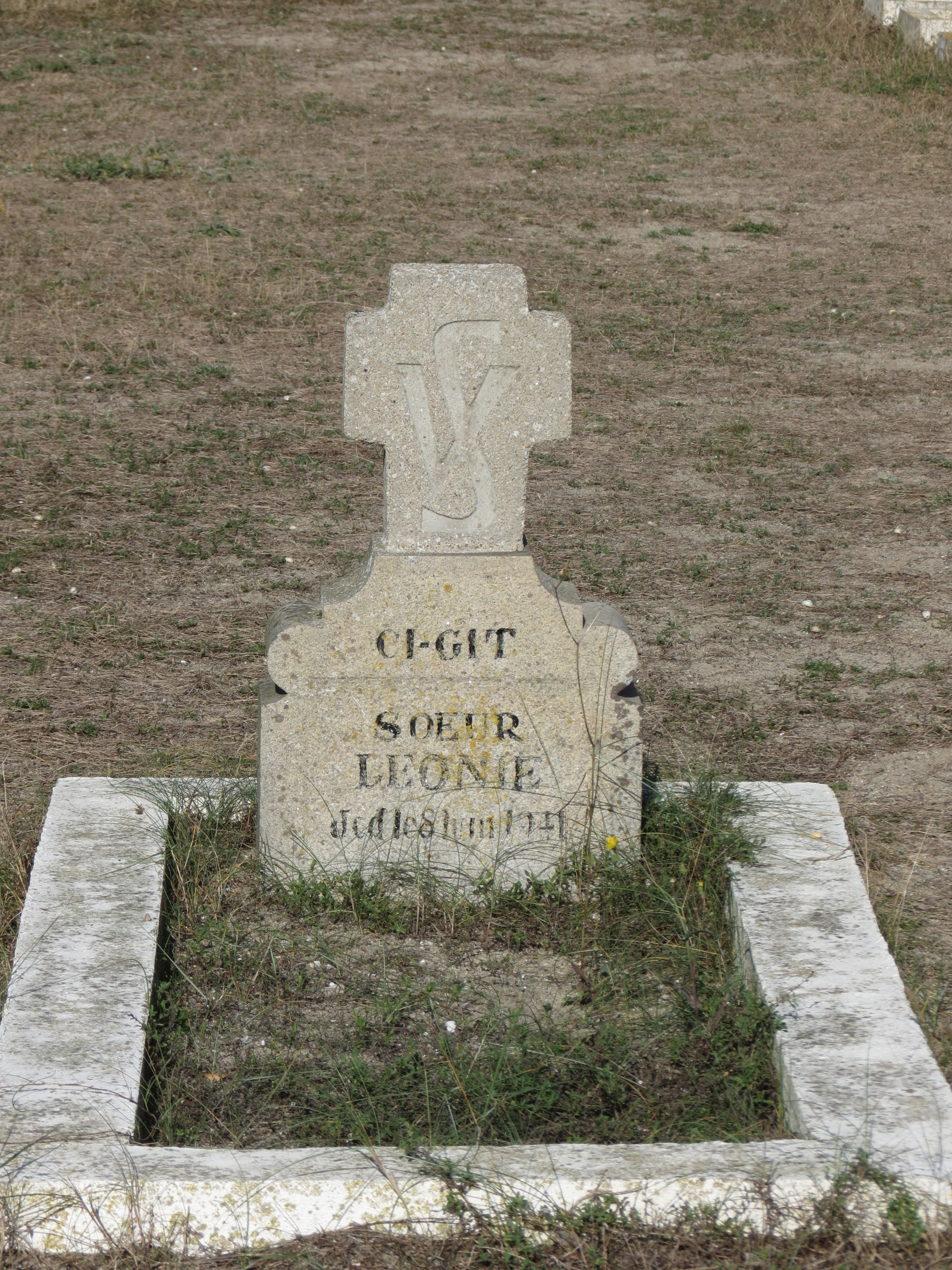
Tombe d'une sœur de l'ancien hôpital.

## Historique

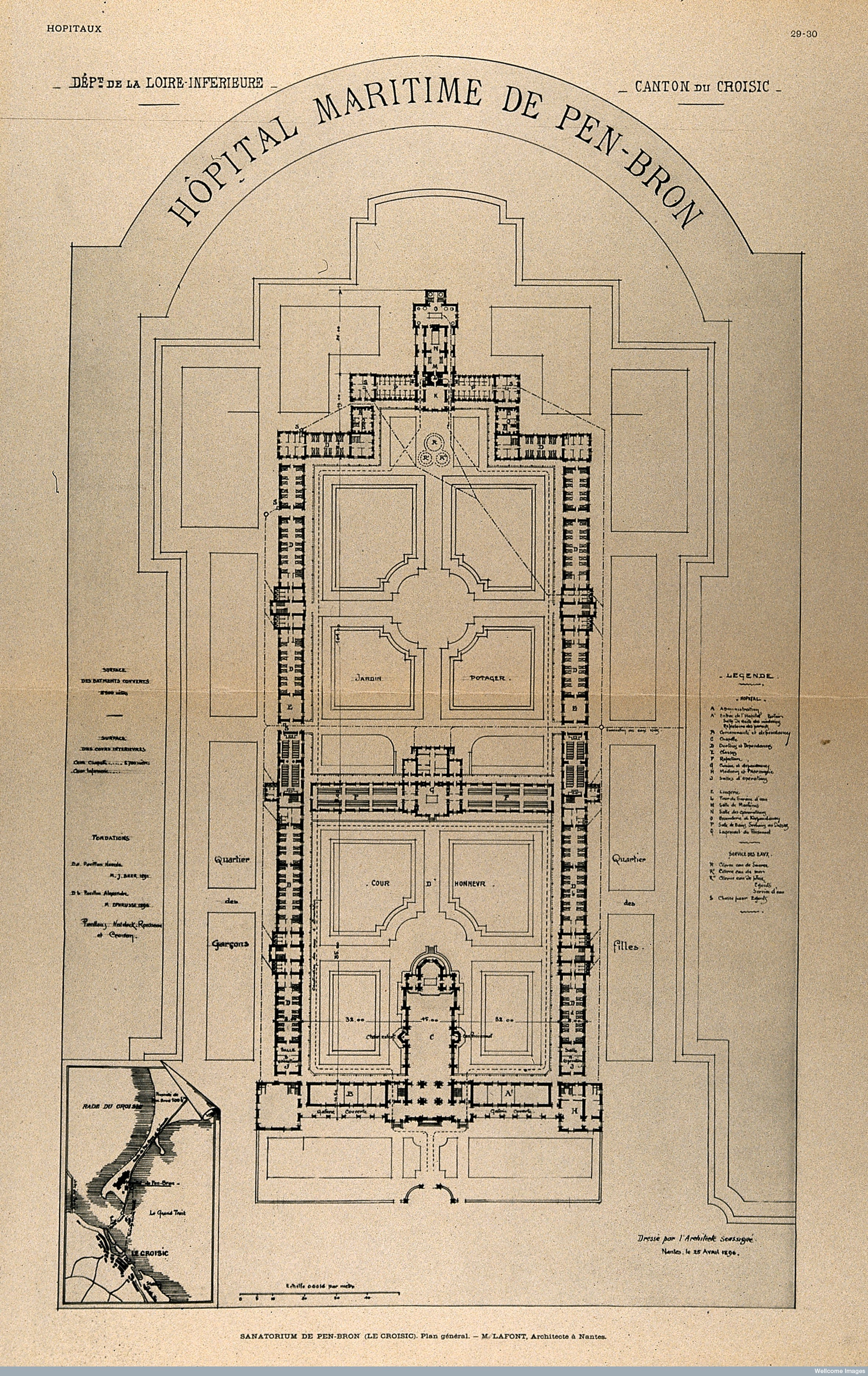
Plan de l'hôpital maritime de Pen-Bron. 1896.

Le site est occupé dans un premier temps par une conserverie. Profitant de terrains disponibles à bas prix, l'industriel François Deffès y fonde en effet en 1824 une usine dans laquelle sont conditionnées dans des boîtes de fer blanc des sardines à l'huile d’olive pêchées dans le port de La Turballe.
Hippolyte Pallu (1833-1921), ancien officier, natif de Troyes, vétéran de la guerre de Crimée, devenu inspecteur des Enfants-Assistés, poste qu'il occupa successivement à Niort, dans le Gers, puis à Nantes (dès 1878), découvre les bienfaits du climat marin de la région sur la santé des jeunes enfants atteints de tuberculose osseuse. C'est l'époque de l'hygiénisme, la médecine lutte contre la tuberculose avec l'hydrothérapie marine et les bains de mer. Mû par un idéal humaniste, Hippolyte Pallu se saisit de la cause des enfants pauvres et malades, puis décide de porter son projet pour l'Assistance publique,.
Avec l'aide d'une communauté de religieuses des sœurs de Saint-Vincent-de-Paul, Pallu fonde le 31 octobre 1887 l'Œuvre nationale des hôpitaux marins, nom donné au sanatorium nouvellement installé dans les locaux de l'ancienne usine. L'établissement est géré par l’association des œuvres de Pen Bron. Au départ, les bâtiments existants sont réaménagés et des bâtiments annexes en bois sont construits.
Les travaux de construction de la chapelle de Pen-Bron débutent en 1891 sur des plans conçus par l'architecte nantais Georges Lafont. L'édifice achevé est béni le 12 juin 1906.

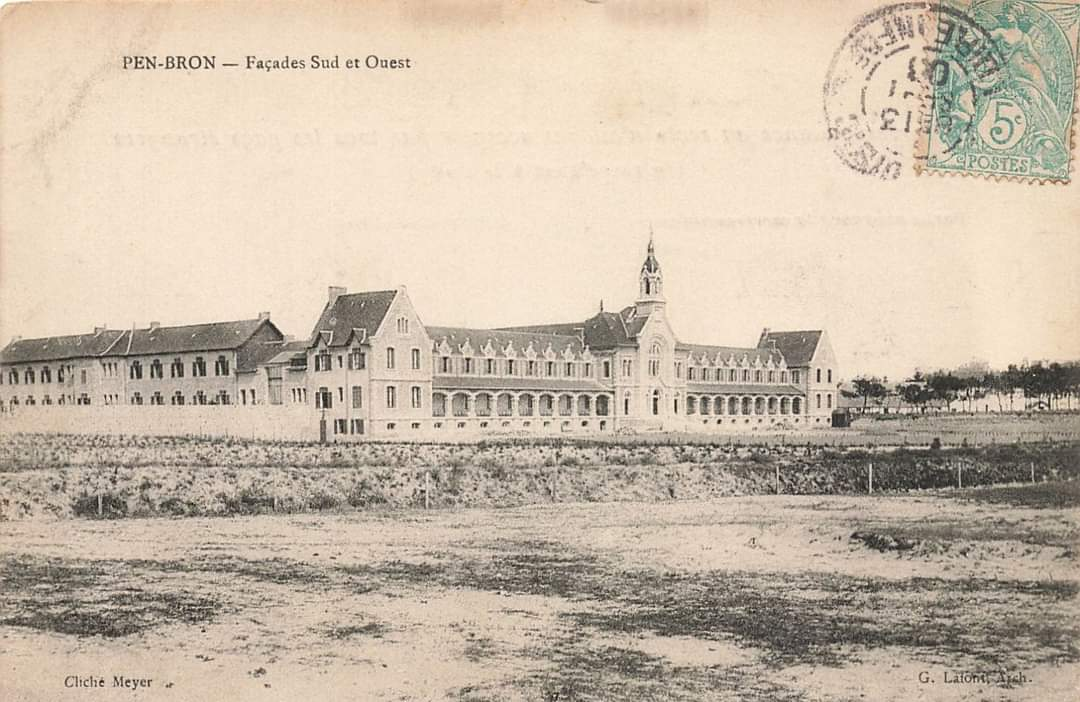
Le sanatorium de Pen-Bron vers 1908.

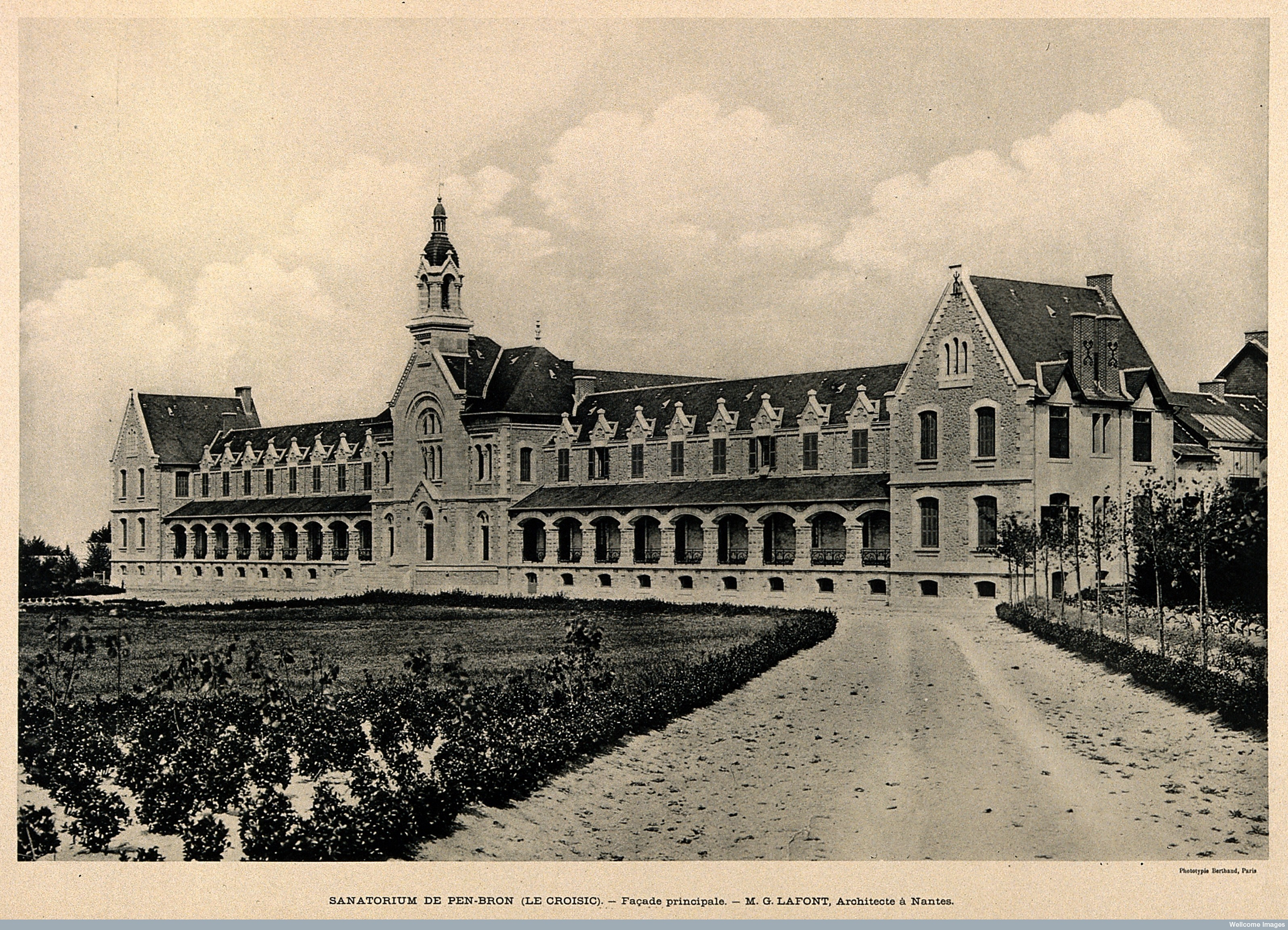
Le sanatorium de Pen-Bron en 1913.

L'hôpital est reconnu d'utilité publique en 1893 grâce à la publication d'un article de l'écrivain et officier de marine français Pierre Loti dans Le Figaro. Dès lors, les dons affluent rapidement, ce qui permet l'acquisition de terrains aux abords de l'ancienne conserverie et la construction de nouveaux bâtiments entre 1894 et 1910, selon les plans toujours conçus par Georges Lafont, assisté d'André Chauvet,.
Durant la Seconde Guerre mondiale, l’hôpital est évacué en février 1942, les jeunes malades sont envoyés à Varades, dans l'est du département de la Loire-Atlantique. Seules trois sœurs assurent un poste de secours, tandis que les bâtiments sont occupés par un corps de garde formé de huit soldats allemands. Pen-Bron est fortifié, et devient une citadelle du Mur de l'Atlantique comptant 23 ouvrages de défenses divers, dont subsistent aujourd’hui plusieurs vestiges. L'hôpital échappe aux bombardements.
Pen Bron est rouvert à l'issue du conflit en 1947, puis rénové et agrandi dans les années 1950 avec la construction des pavillons « Panckoucke » et « Cholet » adaptés aux nouveaux soins. En 1954, l'hôpital est considéré comme le principal centre en France de lutte contre la scoliose et est également réputé contre la poliomyélite[réf. nécessaire].
En 1981, l'hôpital est converti en centre de rééducation et de réadaptation fonctionnelle. L'association des œuvres de Pen Bron qui gère toujours l'établissement et dont le siège est situé à Nantes, est de nos jours le premier employeur de la communauté d'agglomération de la Presqu'île de Guérande Atlantique (dont fait partie la commune de La Turballe), avec 330 salariés.
Néanmoins, la plupart des activités du site ont été transférées à Saint-Nazaire dès 2011 à la suite de décisions de l'Agence Régionale de Santé et l'association cherche aujourd'hui à redonner vie au site, notamment en tant que centre de repos pour personnes handicapés et leurs familles. Mais ce projet n'occupe qu'une petite partie des bâtiments qui sont aujourd'hui vacants.